# Landesbergen
Landesbergen ist eine Gemeinde im Landkreis Nienburg/Weser in Niedersachsen (Deutschland). Die Gemeinde gehört der Samtgemeinde Mittelweser an.

## Geografie
Landesbergen liegt am Naturpark Steinhuder Meer direkt an der Weser und ungefähr in der Mitte zwischen Nienburg/Weser und Stadthagen.
Die Gemeinde gliedert sich in die vier Ortsteile Landesbergen, Brokeloh, Hahnenberg und Heidhausen.

## Geschichte

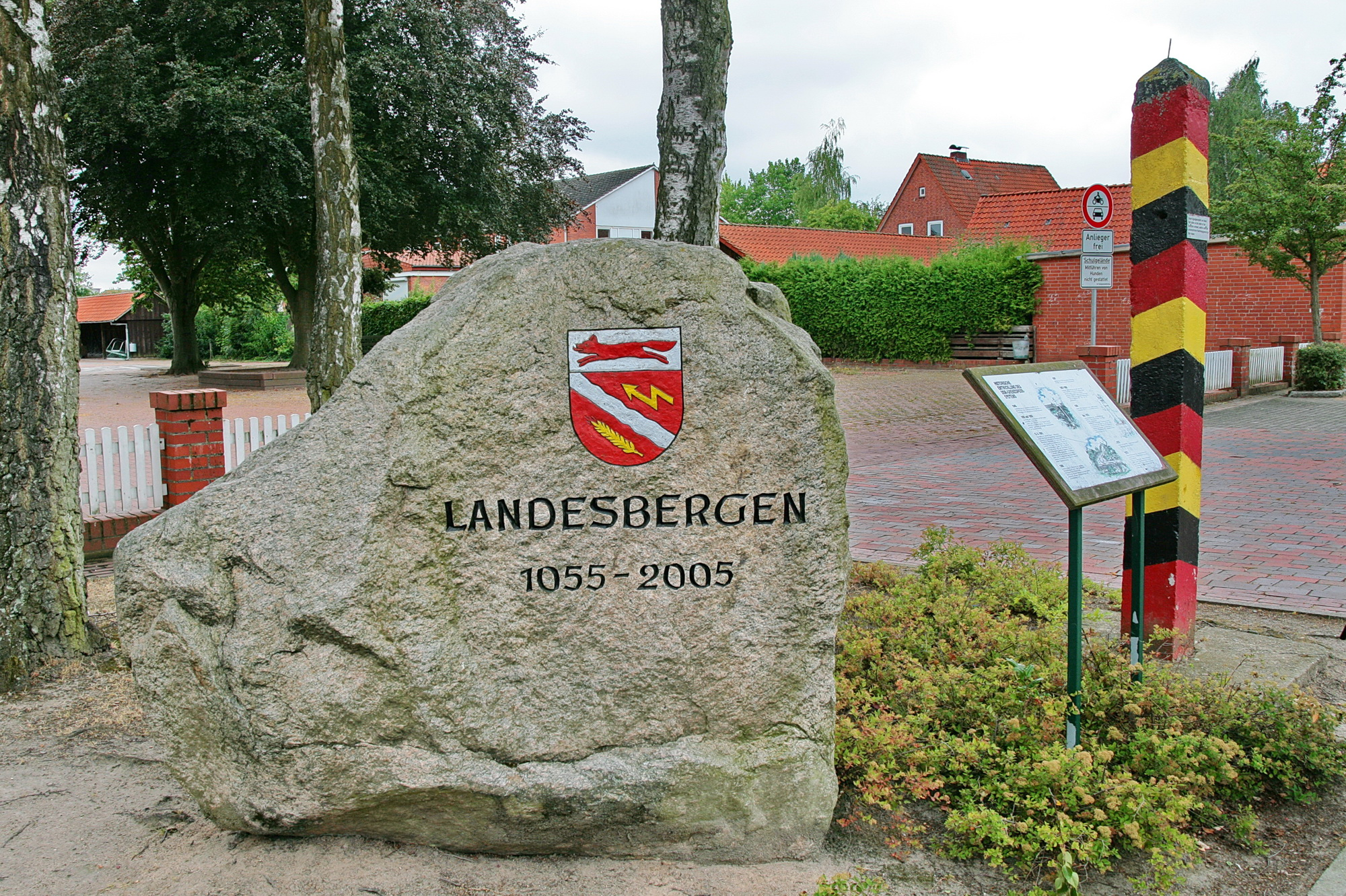
Gedenkstein 950 Jahre Landesbergen

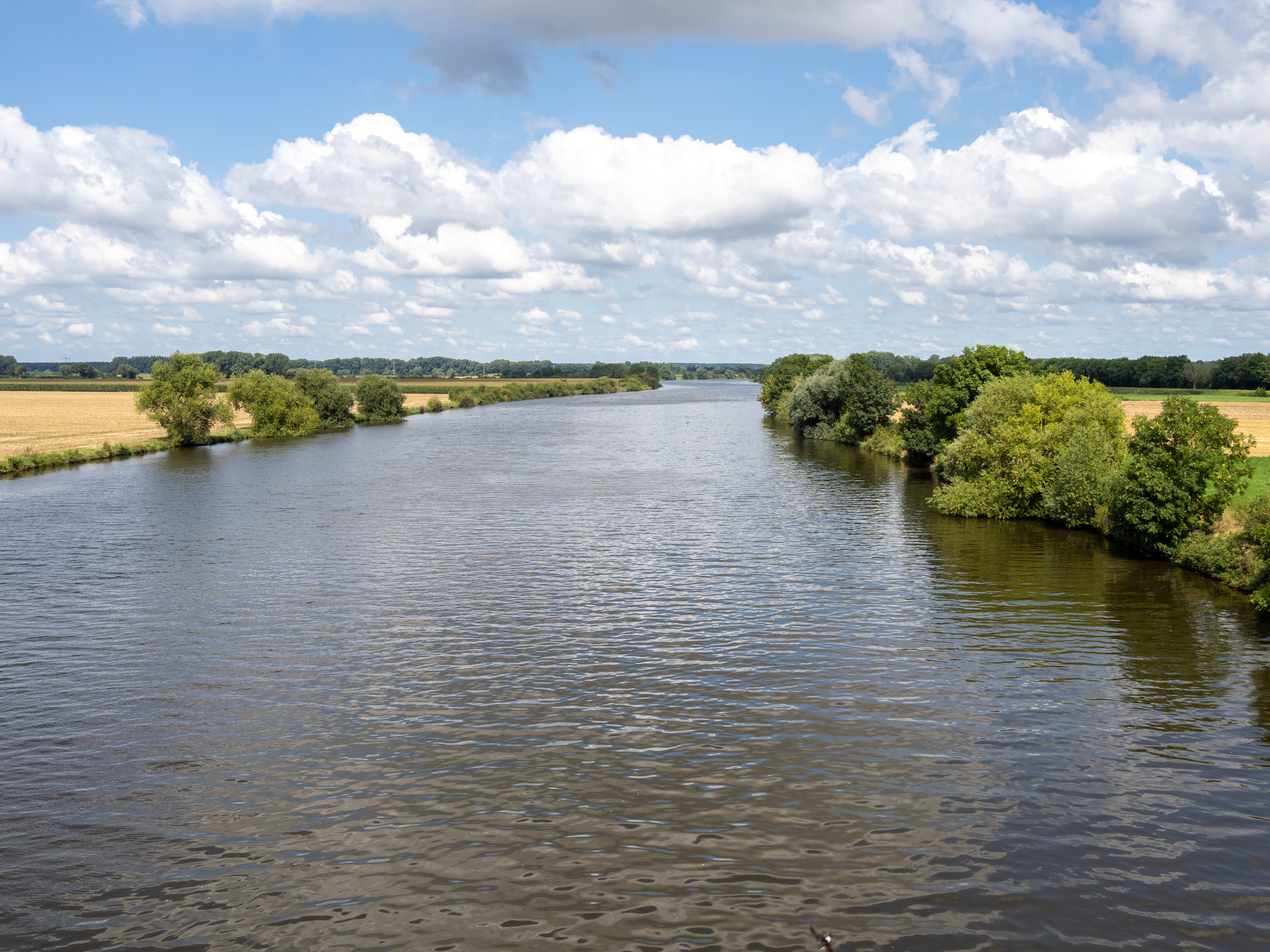
Weser bei Landesbergen

Im Jahre 2005 beging die Gemeinde ihr 950-jähriges Jubiläum mit einer Festveranstaltung: Landsbergen wurde im Jahre 1055 erstmals urkundlich erwähnt: Damals wurde Sullethe (wohl der heutige Süllhof) als heute identifizierbare Flurbezeichnung Landesbergens erstmals erwähnt. 1099 wurde ein gewisser Anno aus dem Adelsgeschlecht zu Landesbergen, das in dem Dorf seinen Stammsitz hatte, Bischof in Minden. Die Gebrüder Everhardus und Henricus von Landesbergen waren im 12. Jahrhundert Gefolgsleute Herzogs Heinrich des Löwen, dessen Machtgebiet bis an die Weser reichte. Barthold von Landesbergen war bis zu seinem Tod 1502 Bischof in Verden. Später waren die Familien von Helversen und von Bothmer in Landesbergen ansässig.
1797 wurden durch den Großen Brand in Landesbergen 2/3 des Dorfes zerstört. In der Auswandererzeit um 1840 gingen viele Landesberger nach Nordamerika, v. a. nach Illinois und Michigan. Nahe der Stadt Saginaw wurde sogar eine Landesberger Kirche errichtet. Auf dem dortigen Friedhof finden sich immer noch mehrere Grabsteine mit Landesberger Familiennamen. Anfang der 1960er Jahre wuchs der Ort, indem zum Bau und zum Betrieb des Kraftwerks Landesbergen durch Preussen Elektra eine eigene Siedlung für die Belegschaft errichtet wurde.
Landesbergen war zunächst Sitz der Samtgemeinde Landesbergen. Diese entstand durch eine Verwaltungsreform am 1. Juli 1967, mit der die selbständigen Gemeinden Hahnenberg, Landesbergen, Leese und Leeseringen zusammengeschlossen wurden. Im Zuge der Gebietsreform in Niedersachsen fand sie am 1. März zu ihrer abschließenden Form 1974 mit den Mitgliedsgemeinden Estorf, Husum, Landesbergen und Leese. Am 1. November 2011 bildeten die Samtgemeinde Landesbergen und die Gemeinde Stolzenau die Samtgemeinde Mittelweser mit Sitz in Stolzenau.
Am 1. März 1974 wurden die Gemeinden Brokeloh und Hahnenberg eingegliedert.

## Politik

### Gemeinderat

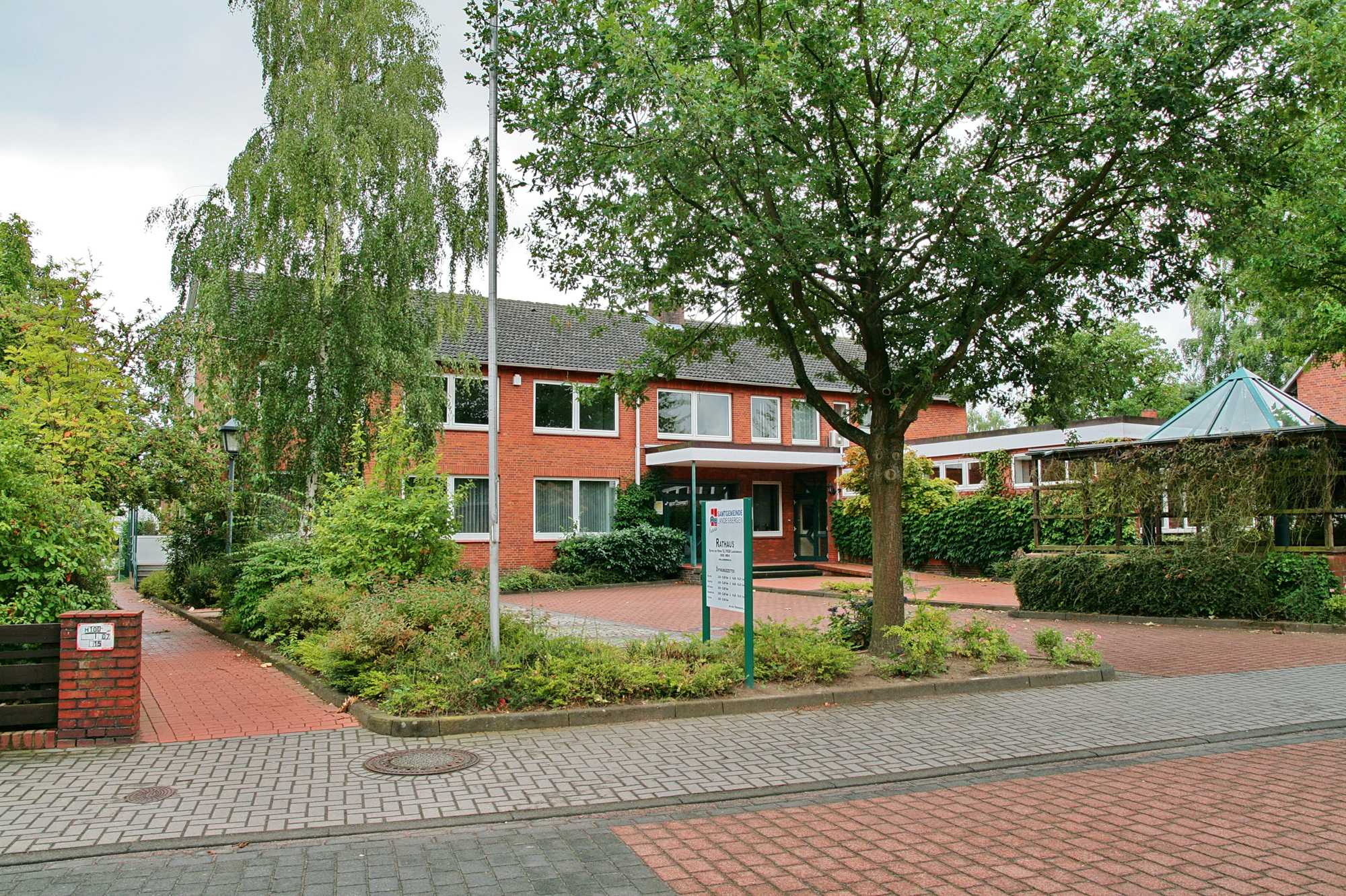
Rathaus Landesbergen

Der Rat der Gemeinde Landesbergen besteht aus 13 Ratsfrauen und Ratsherren. Die Ratsmitglieder werden durch eine Kommunalwahl für jeweils fünf Jahre gewählt.
Bei der Kommunalwahl 2021 ergab sich folgende Sitzverteilung:
- CDU: 4 Sitze
- SPD: 7 Sitze
- GRÜNE: 1 Sitz
- FDP: 1 Sitz

Die vorherigen Kommunalwahlen ergaben folgende Sitzverteilungen:
| Wahljahr | SPD | CDU | Grüne | FDP | Gesamt   |
| -------- | --- | --- | ----- | --- | -------- |
| 2016     | 6   | 6   | 1     | -   | 13 Sitze |

### Bürgermeister
Ehrenamtliche Bürgermeisterin ist Heidrun Kuhlmann (SPD).

### Gemeindedirektor
Gemeindedirektor ist seit dem 1. November 2016 der hauptamtliche Samtgemeindebürgermeister Jens Beckmeyer.

### Wappen
Blasonierung: „Unter silbernem Schildhaupt, darin ein laufender roter Fuchs, in Rot ein silberner Schrägwellenbalken, begleitet oben von goldenem Blitz, unten von goldener Ähre.“
Der Fuchs entstammt dem Wappen des Adelsgeschlechts „von Land(e)sberg“, das auch für die Namensgebung Pate stand, der Schrägwellenbalken symbolisiert den Fluss Weser. Ähre und Blitz stehen für Landwirtschaft sowie Energieerzeugung durch das Kraftwerk Landesbergen.

## Kultur und Sehenswürdigkeiten

### Musik
Es bestehen ein Feuerwehrmusikzug, ein Posaunenchor, ein Männergesangverein, ein Singkreis, ein Vokalchor und ein Brettspielclub.

### Bauwerke
- Die Galerie-Holländerwindmühle Landesbergen steht auf einem zweistöckigen quadratischen Sockel von 1872. Sie wurde nach einem Brand in den Jahren 1915 bis 1980 ohne Flügel mit einem Elektromotor betrieben. In einer groß angelegten Renovierung der Jahre 1985–1987 erhielt die sogenannte Hochzeitsmühle in den Innenräumen ein Heimatmuseum sowie ein Trauzimmer.
- Der Mühlenplatz bildet heute mit der Mühle sowie weiteren anliegenden, hierher versetzten Fachwerkhäusern das Kulturzentrum der Gemeinde.
- Die ehemalige Schweringer Weserfähre stand vom Dezember 1999 bis 2017 am Mühlenplatz in Landesbergen. Eine solche Fähre wurde erstmals 1560 erwähnt.
- Die romanische Kirche aus Quadersteinen des Ortes wurde ab 1230 errichtet, der Turm kam erst im Jahr 1806 hinzu. Ihre Orgel wurde 2006 unter Verwendung des Gehäuses sowie einiger Pfeifen der Vorgängerorgel neu gebaut.

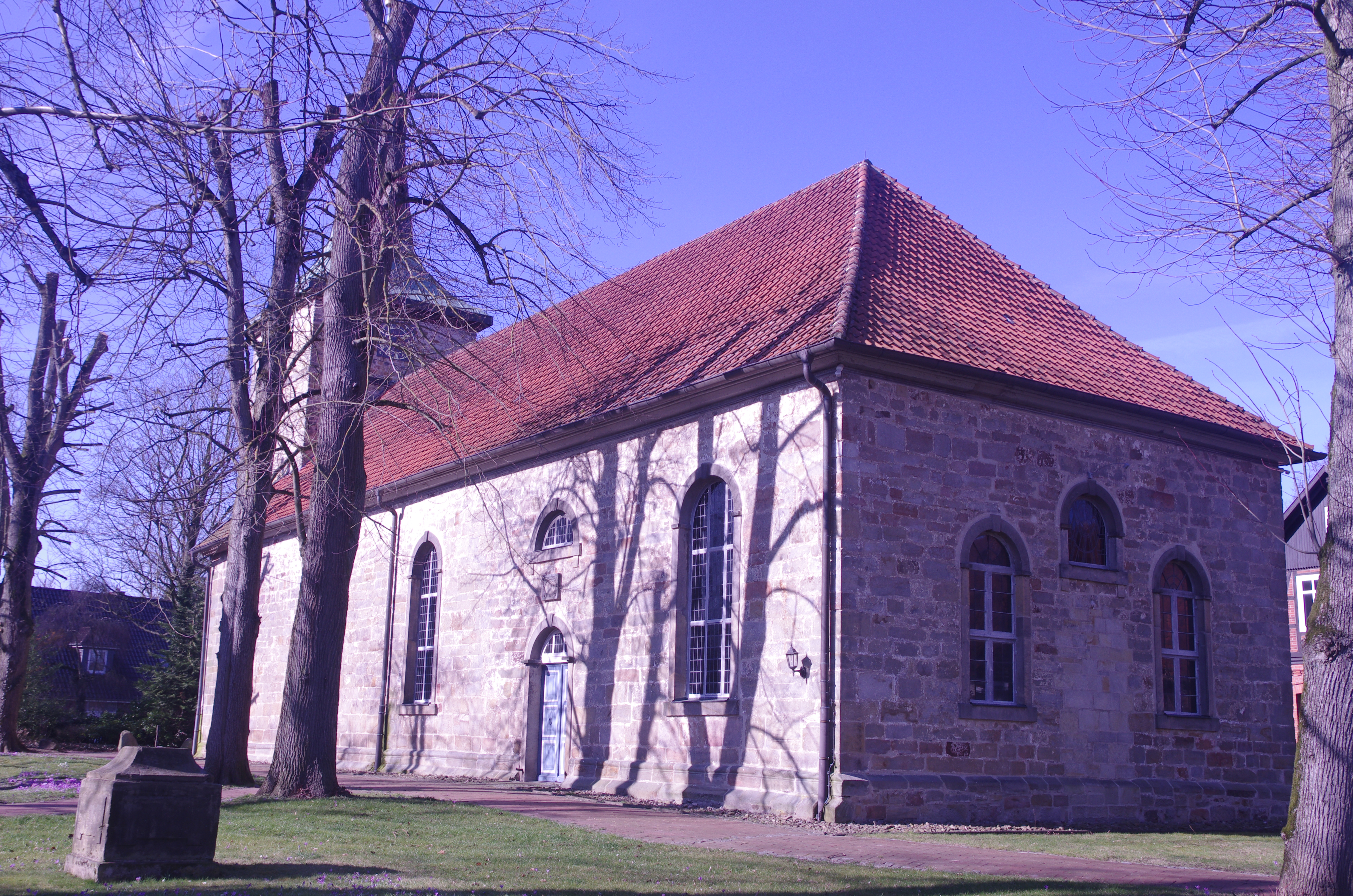
Feldsteinkirche
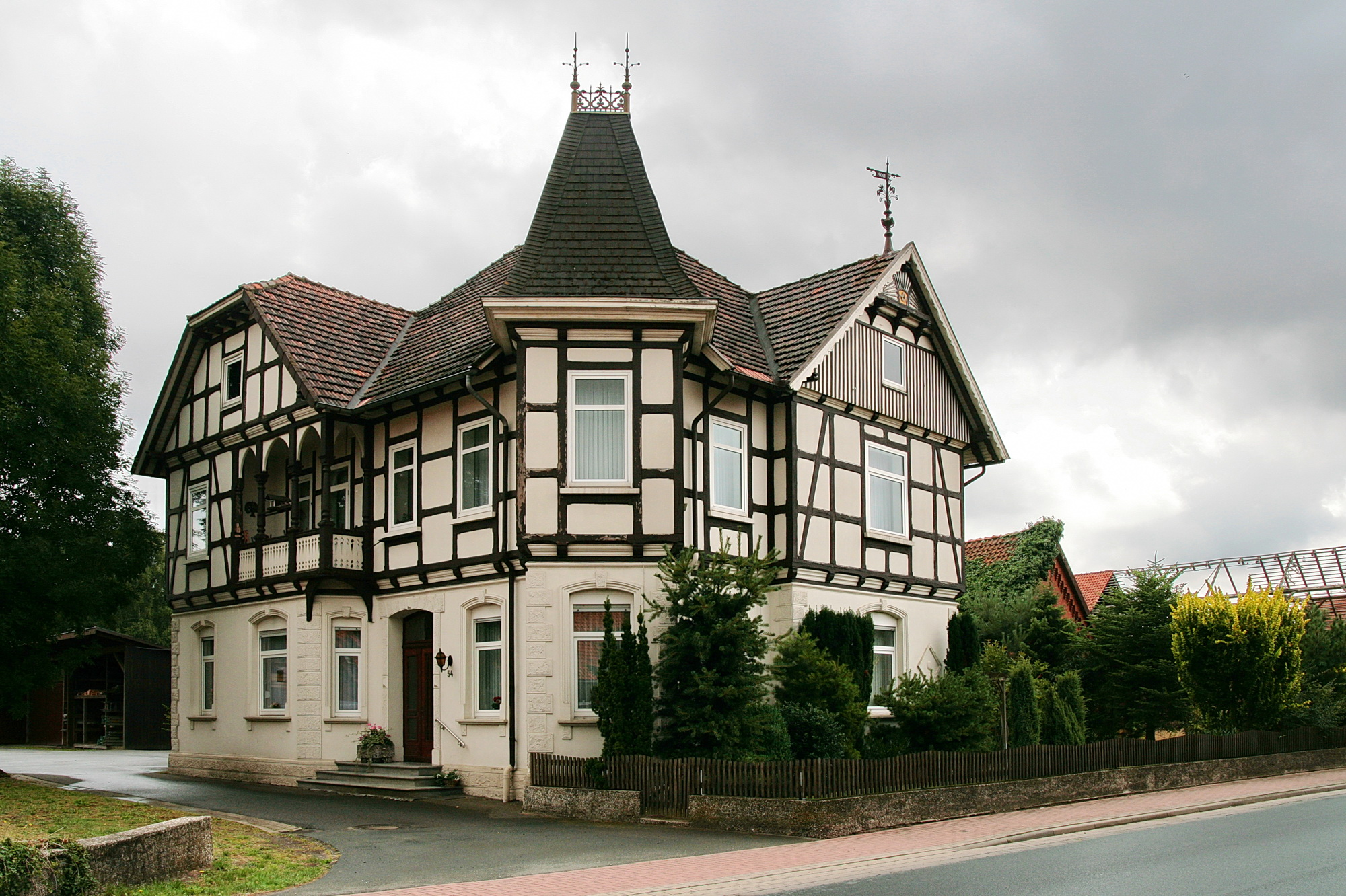
Fachwerkhaus
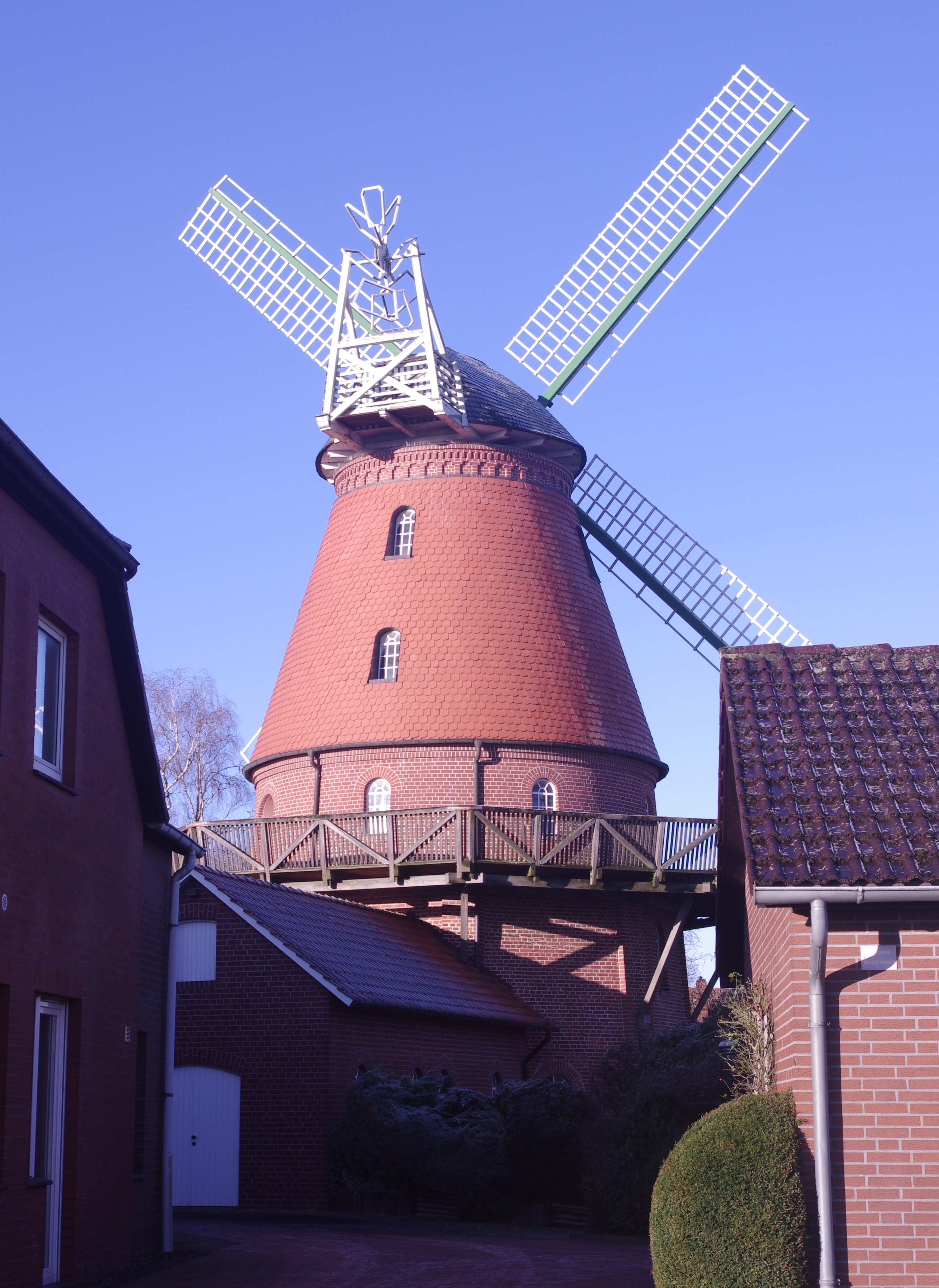
Hochzeitsmühle Landesbergen
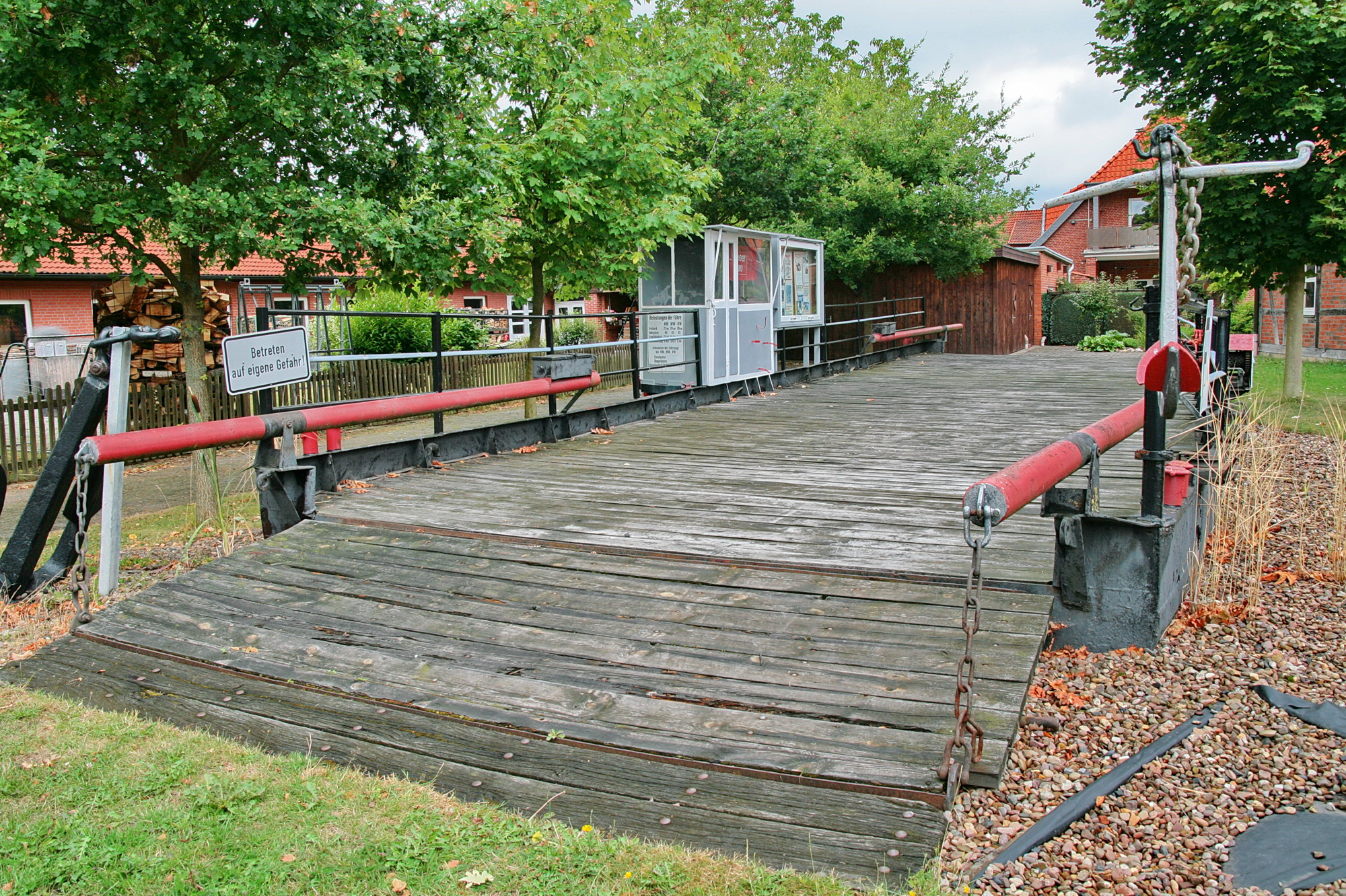
Ehemalige Schweringer Weserfähre

### Sport
Im Ort besteht der Landesberger SV (LSV), dessen Fußballer in der Kreisliga spielen. Des Weiteren gibt es den Reit- und Fahrverein Landesbergen, den Modellflugverein Milan Landesbergen e. V. und den Schützenverein Landesbergen.

### Regelmäßige Veranstaltungen
Seit 2004 findet im Ortsteil Brokeloh jährlich das Live-Rollenspiel Conquest of Mythodea statt. An der Veranstaltung beteiligen sich jedes Jahr rund 10.000 Fantasy-Rollenspiel-Fans aus Europa, Japan, Amerika und anderen Ländern.

## Wirtschaft und Infrastruktur

### Unternehmen
Das Kraftwerk Landesbergen war von Beginn an ein Erdgaskraftwerk, das 1962 ans Netz ging. Von den ursprünglich vier Blöcken ist heute nur noch einer in Betrieb. Seit 2009 wird am Standort außerdem ein Biomasseheizkraftwerk betrieben, welches neben Fernwärme auch Strom erzeugt und mit Altholz befeuert wird.

### Verkehr
Die Gemeinde liegt direkt an der Bundesstraße 215, die nach Süden in Richtung Minden und nach Norden über Nienburg (Weser) in Richtung Verden (Aller) führt.
Früher hatte der Ort mit dem Bahnhof Landesbergen (Han) Anschluss an die „Natobahn“ Minden (Westf.) – Leese-Stolzenau – Nienburg (Weser). Züge halten dort allerdings seit 1986 nicht mehr, das Gebäude ist inzwischen vermietet.

## Persönlichkeiten
- Friedrich von Bothmer (1807–1877), Reichstagsabgeordneter
- Ludwig Plagge (1910–1948), SS-Oberscharführer der SS-Totenkopfverbände in mehreren Konzentrationslagern, als Kriegsverbrecher hingerichtet
- Willi Heineking (1933–2008), Bürgermeister und Mitglied des Niedersächsischen Landtages
- Rolf Rainer Gecks, Fußballreporter im Hörfunk